# 冰冰好料理
《冰冰好料理》為台灣中天娛樂台七點檔開闢帶狀的料理節目，從2006年7月5日起播出。由台灣本土綜藝天后白冰冰所主持。節目製作人為賴君宇（楊過）。

## 沿革與簡介
- 節目前身為《姊姊妹妹向錢衝》，後轉型為料理節目（正好趕上金融風暴裁員失業潮、小資轉型期，節目收視率高居不下）。
- 節目中由兩位大廚互相挑戰料理，由三位老饕與主持人評鑑料理為節目主軸。最為知名的是料理中會出現【祕密武器】增加節目趣味，因此節目提拔岀知名主廚（翁茂安、邱志義、郭泰王、陳兆麟、張信宏、Maggie、張秋永等人）與知名烹飪老師（蔡萬利、莊寶華、辜惠雪、林美慧、張麗蓉等人）與知名老饕（費奇、胡天蘭、徐天麟、陳安琪、郭月英等人），是黃金時段老字號料理美食節目。
- 節目停播後，白冰冰在中天娛樂台開創新的料理節目《快樂EVERYDAY》。

## 節目企劃單元系列
- 168三菜一湯！
- 食來運轉好運到！吃對好菜財運旺旺來！
- 學到就是賺到！
- 我變我變我變變變！
- 美人料理！
- 這就是愛台灣啦！
- 十二生肖開運旺旺年菜！
- 小吃嘻遊記！
- 週末了！吃好料！
- 上學了!帶便當!
- 傳說中的好料理！
- 沒時間料理！
- 便當系列！
- 醬子也能做料理！
- 飯飯之輩！
- 滷東滷西滷啦啦！
- 老菜新吃！不能不說的秘密！ ？
- 台灣新省長！
- 有省錢（台語）也可以五星級~
- 今天不開火 輕鬆做便當
- 新生代大廚PK賽一碗搞定晚餐特別企畫

## 話題新聞
- 2006年(民國95年) 6月19日郝龍斌夫妻檔展廚藝
- 2006年(民國95年) 9月4日「冰冰好料理」白冰冰化身美麗嫦娥 DIY「幸福餅」
- 2007年(民國96年) 5月5日白冰冰興奮看著「冰冰好料理」放在暢銷排行榜上
- 2008年(民國97年) 5月7日汪東城狂甩鍋 卓文萱忙擦汗 合力獻上炒飯祝冰冰姐母親節快樂
- 2008年(民國97年) 5月22日郭靜炒菜菜汁猛噴、熄滅爐火 令主持人白冰冰退避三舍
- 2008年(民國97年) 5月22日牛奶、林健輝上【冰冰好料理】煮豆腐
- 2008年(民國97年) 6月12日佩甄帶老公王祚軒上【冰冰好料理】大進補
- 2008年(民國97年) 6月13日謝麗金上【冰冰好料理】做菜獻給老媽
- 2008年(民國97年) 6月26日陳子強、傅天穎上【冰冰好料理】調情吃鮮蚵
- 2008年(民國97年) 7月3日應采兒為當人妻做準備 上【冰冰好料理】學料理

## 周邊商品
- 冰冰好料理
- 冰冰好料理2—養生上菜
- 冰冰好料理之大廚絕活：1餐變2餐的百變料理

## 外部連結
- 冰冰好料理